# 양수천자

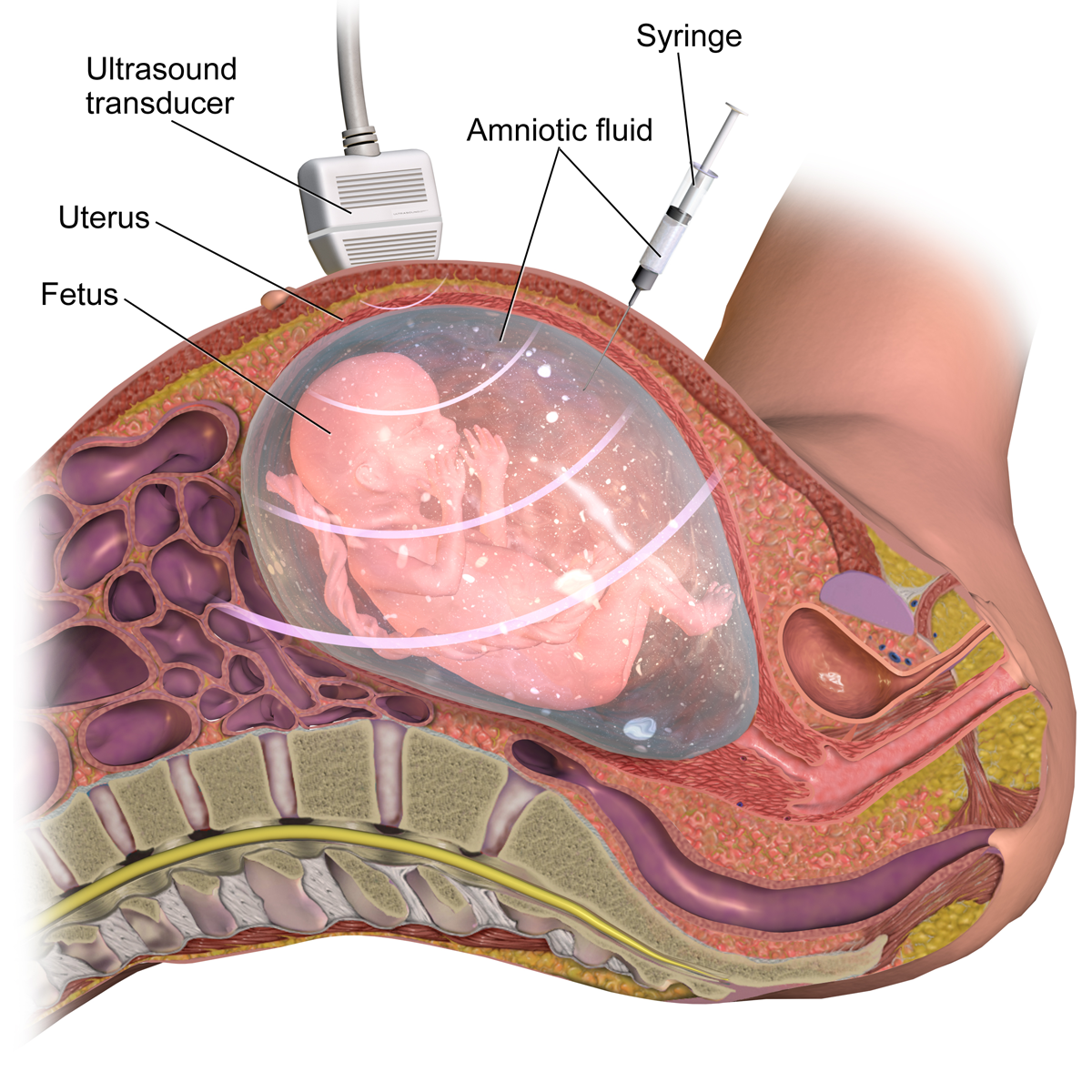

양수천자(羊水穿刺, 영어: amniocentesis)는 주로 염색체 이상 및 태아 감염의 산전 진단에 사용되는 의료 절차이다. 이 절차에서는 태아 조직을 포함하는 소량의 양수를 발달 중인 태아를 둘러싸고 있는 양막에서 채취한다. 그런 다음 태아 DNA에서 유전적 이상을 검사한다.
양수천자를 시행하는 가장 일반적인 이유는 태아에게 특정 유전적 장애 또는 다운 증후군과 같은 염색체 이상이 있는지 확인하기 위한 것이다. 양수천자(또는 융모막 융모 샘플링 (CVS)라고 하는 다른 절차)는 자궁에서 이러한 문제를 진단할 수 있다. 이러한 산전 검사는 태아 건강 상태와 치료 가능성을 평가할 수 있으므로 임산부에게 도움이 될 수 있다.
양수천자는 임신 15주에서 20주 사이의 임신 제2삼분기 여성에서 시행한다. 이 검사를 받기로 선택한 여성은 주로 유전적 문제와 염색체 문제의 위험이 높은 여성이다. 부분적으로는 검사가 침습적이고 약간의 유산 위험이 있기 때문이다. 이 절차는 태아기 성 식별에 사용할 수 있으므로 일부 국가에서는 이 절차에 법적 제한 이 있다.

## 역사
몇몇 연구자들은 1950년대에 태아의 성을 결정하기 위한 양수천자의 개발에 대해 연구했다.
1970년대 중반까지 양수천자 절차는 '맹검'으로 이루어졌다. 1972년 덴마크의 Jens Bang 의사와 Allen Northeved 의사가 초음파 가이드로 양수천자를 처음으로 보고했다. 융모막 융모 샘플링(CVS)은 1983년 이탈리아 생물학자 Giuseppe Simoni 에 의해 처음 수행되었다. 실시간 초음파는 태아의 안전과 결과의 정확성을 제공하기 때문에 이제 모든 침습적 절차에서 사용된다.

## 의료용

### 유전 진단
임신 초기에 양수천자는 염색체, 유전 및 다음과 같은 기타 태아 문제의 진단에 사용된다.
- 21번 삼염색체성으로도 알려진 다운 증후군
- 13번 삼염색체
- 18번 삼염색체
- 성염색체 이수성
- 취약 X
- 알파태아단백 수치에 따른 신경관 결손 ( 무뇌증 및 척추갈림증 ).[6]
- 희귀 유전 대사 장애

### 폐 발달
양수천자는 태아의 폐 발달을 테스트하는 데 사용할 수 있다. 폐 발달 문제는 유아 호흡 곤란 증후군의 위험을 증가시킬 수 있다. 태아 폐 발달은 30주 이상의 임신에서 양수에 있는 계면활성제의 양을 샘플링하여 테스트할 수 있다. 레시틴-스핑고미엘린 비율 (" L/S 비율 "), 포스파티딜글리세롤(PG)의 존재 또는 계면활성제/알부민(S/A) 비율 을 포함한 여러 테스트를 사용할 수 있다.

### 전염병
양수천자는 감소된 포도당 수치, 박테리아를 보여주는 그람 염색 또는 백혈구의 비정상적인 수를 통해 감염을 감지할 수 있다.

### Rh 비호환성
양수천자는 산모의 혈액이 Rh 음성이고 태아의 혈액이 Rh 양성인 상태인 Rh 부적합성을 진단하는 데 사용할 수 있다. Rh 면역 글로불린으로 산모를 치료하고 아기의 용혈성 빈혈 을 치료하려면 조기 발견이 중요하다.

### 양수과다 감압
제왕 절개의 위험을 증가시키는 양수과다증 또는 양수의 축적은 감압 양수 천자를 통해 완화될 수 있다. 양수천자는 또한 양수과다증의 잠재적 원인을 진단하는 데 사용할 수 있다.

### 조기 양막 파열
양수천자에 대한 새로운 적응증은 특정 양수 염증 마커의 측정이 도움이 될 수 있는 조기 양막 파열의 관리에 있다. 염증의 지표인 양수 IL-6이 상승하면 태아가 고위험군이므로 분만을 고려해야 한다.

## 위험
양수천자는 임신 15주에서 20주 사이에 시행된다. 이 테스트를 더 일찍 수행하면 태아 부상을 초래할 수 있다. "조기 양수천자"라는 용어는 11주에서 13주 사이의 과정을 설명하기 위해 때때로 사용된다
양수천자의 합병증에는 조산 및 분만, 호흡곤란, 자세 기형, 융모막양 막염, 태아 외상, 산모의 동종면역(히말라야병) 등이 있다. 1970년대의 연구에서는 원래 양수천자와 관련된 유산의 위험을 약 200분의 1(0.5%)로 추정했다. 2000년부터 2006년까지 3건의 더 최근 연구에서는 절차와 관련된 임신 손실을 0.6-0.86%로 추정했다. 보다 최근의 연구(2006)에 따르면 이는 실제로 훨씬 더 낮을 수 있으며 아마도 1,600분의 1(0.06%) 정도로 낮을 수 있다. 본 연구에서는 기존 연구들과 달리 양수 합병증으로 인한 손실만을 반영하였으며, 검사 결과에 따라 부모가 낙태를 결정한 경우는 제외하였다. 양수천자와 대조적으로, 융모막 융모 샘플링 (CVS)으로 인한 유산의 위험은 약 100분의 1로 여겨지지만, CVS는 최대 4주 더 일찍 수행될 수 있으며 유전적 결함의 가능성이 있다고 생각되는 경우 바람직할 수 있다. 더 높은.
양수 색전증도 가능한 결과로 설명되었다. 추가 위험에는 양수 누출 및 출혈이 있다. 이 두 가지는 임신한 환자에서 자연 유산으로 이어질 수 있기 때문에 특히 중요하다.

### 사회적 영향
염색체 이상에 대한 태아기 진단은 기술이 사람들이 장애와 혈연 관계에 대해 생각하는 방식을 변화시키기 때문에 사회적인 결점을 가질 수 있다. 어떤 의미에서 양수천자는 통제의 창을 제공하고 다른 한편으로는 복잡하고 감정적이며 문화적으로 우발적인 문제에 대해 합리적인 결정을 내리는 불안을 유발하는 책임을 제공한다.

## 절차
이 절차는 일반적으로 의료 제공자 팀이 외래 환자 환경에서 수행한다. 초음파 유도로 바늘을 근육을 통해 비스듬히 복부에 삽입하고 자궁과 양수강으로 삽입한다. 단일 바늘 및 이중 바늘 기법을 포함하여 샘플을 얻는 다양한 방법이 있다. 이러한 기술은 바늘 삽입 위치 및 바늘 삽입 각도의 안내를 포함하여 수행 방법에 고유한 변형이 있다. 수집된 양수는 염색체 이상에 대한 실험실 테스트를 위해 제출되고 천자 부위는 시간이 지남에 따라 치유된다.

## 줄기 세포
양수는 다능성 간엽, 조혈, 신경, 상피 및 내피 줄기 세포의 풍부한 공급원이 될 수 있다.
배아에서 얻은 것보다 양수 줄기 세포를 사용하는 것의 잠재적인 이점은 태아에 해를 끼치거나 배아를 파괴하지 않으면서 미분화 세포의 만능 세포주를 얻음으로써 낙태 반대 운동가들 사이의 윤리적 문제를 피할 수 있다는 것이다. 이러한 줄기 세포는 또한 동일한 개인을 치료하는 데 사용된다면, 지금까지 치료에 기증자 유래 줄기 세포를 사용하려는 모든 시도를 방해한 기증자/수혜자 문제를 회피할 것이다.
인공 심장 판막, 작동하는 기관, 근육, 지방, 뼈, 심장, 신경 및 간 세포는 모두 양수 줄기 세포 를 사용하여 설계되었다. 양막 세포주에서 얻은 조직은 심장, 간, 폐, 신장 및 대뇌 조직의 선천성 질환/기형이 있는 환자에게 가능성을 보여준다.

## 태아기 성 식별 및 성 선택적 낙태
아동 성비 (남성 1000명당 여성 수)는 인도와 중국 같은 국가에서 남성에게 더 두드러졌다. 성별에 따른 낙태는 남성 대 여성의 출생 비율이 높아지는 주요 원인이었다. 초음파, 양수천자, 융모막 융모 샘플링 및 착상 전 유전 진단 과 같은 기술은 태아의 성별에 대한 정보를 제공할 수 있으며 일부 국가에서는 태아기 성 식별 을 위한 사용이 매우 제한되거나 금지된다. 인도의 Pre-Conception and Pre-Natal Diagnostic Techniques Act(1994) 에 따르면, 양수천자는 금지된 것이 아니라 태아의 성별 이외의 정보를 찾기 위해 규제된다.